# Gouvernement de Tornaco
Gouvernement Simons Gouvernement Servais
Le gouvernement de Tornaco (luxembourgeois : Regierung de Tornaco), est le gouvernement du Luxembourg en fonction du 26 septembre 1860 au 3 décembre 1867.

## La transition
Les élections de 1857 renforcent les rangs des opposants au gouvernement Simons au sein de l’Assemblée des États. Il devient de plus en plus difficile aux ministres du « coup d'État » de 1856 de gouverner face à la majorité de l’opposition. Invoquant une « petite difficulté avec le Souverain», Charles-Mathias Simons présente sa démission le 26 septembre 1860. Le baron Victor de Tornaco, ancien allié de Norbert Metz et député de l’opposition, est chargé de former un nouveau gouvernement.

## Composition

### Initiale (26 septembre 1860)
| Portefeuille | Titulaire         | Titulaire |
| --- | ----------------- | --------- |
| Ministre d'État Président du gouvernement Directeur général des Affaires étrangères Directeur général des Travaux publics | Victor de Tornaco |           |
| Directeur général des Finances                                                                                            | Jean Ulveling     |           |
| Directeur général de l'Intérieur et de la Justice                                                                         | Michel Jonas      |           |

### Remaniement du 9 septembre 1863
- Les nouveaux ministres sont indiqués en gras, ceux ayant changé d'attributions en italique.

| Portefeuille | Titulaire             | Titulaire |
| --- | --------------------- | --------- |
| Ministre d'État Président du gouvernement Directeur général des Affaires étrangères Directeur général des Travaux publics | Victor de Tornaco     |           |
| Directeur général des Finances                                                                                            | Jean Ulveling         |           |
| Directeur général de l'Intérieur et de la Justice                                                                         | Bernard-Hubert Neuman |           |

### Remaniement du 31 mars 1864
- Les nouveaux ministres sont indiqués en gras, ceux ayant changé d'attributions en italique.

| Portefeuille                                                                        | Titulaire         | Titulaire |
| ----------------------------------------------------------------------------------- | ----------------- | --------- |
| Ministre d'État Président du gouvernement Directeur général des Affaires étrangères | Victor de Tornaco |           |
| Directeur général des Finances                                                      | Jean Ulveling     |           |
| Directeur général de l'Intérieur et des Travaux publics                             | Ernest Simons     |           |
| Directeur général de la Justice                                                     | Henri Vannérus    |           |

### Remaniement du 26 janvier 1866
- Les nouveaux ministres sont indiqués en gras, ceux ayant changé d'attributions en italique.

| Portefeuille                                                                        | Titulaire         | Titulaire |
| ----------------------------------------------------------------------------------- | ----------------- | --------- |
| Ministre d'État Président du gouvernement Directeur général des Affaires étrangères | Victor de Tornaco |           |
| Directeur général de l'Intérieur                                                    | Jean Ulveling     |           |
| Directeur général des Finances                                                      | Ernest Simons     |           |
| Directeur général de la Justice                                                     | Henri Vannérus    |           |

### Remaniement du 3 décembre 1866
- Les nouveaux ministres sont indiqués en gras, ceux ayant changé d'attributions en italique.

| Portefeuille                                                                        | Titulaire           | Titulaire |
| ----------------------------------------------------------------------------------- | ------------------- | --------- |
| Ministre d'État Président du gouvernement Directeur général des Affaires étrangères | Victor de Tornaco   |           |
| Directeur général de l'Intérieur                                                    | Jean Ulveling       |           |
| Directeur général de la Justice et des Finances                                     | Léon de La Fontaine |           |

### Remaniement du 14 décembre 1866
- Les nouveaux ministres sont indiqués en gras, ceux ayant changé d'attributions en italique.

| Portefeuille                                                                        | Titulaire                   | Titulaire |
| ----------------------------------------------------------------------------------- | --------------------------- | --------- |
| Ministre d'État Président du gouvernement Directeur général des Affaires étrangères | Victor de Tornaco           |           |
| Directeur général de la Justice                                                     | Léon de La Fontaine         |           |
| Directeur général des Finances                                                      | Alexandre de Colnet-d'Huart |           |
| Directeur général de l'Intérieur                                                    | Félix de Blochausen         |           |

### Remaniement du 18 juin 1867
- Les nouveaux ministres sont indiqués en gras, ceux ayant changé d'attributions en italique.

Les services ressortissant de la Direction générale de la Justice sont attribués provisoirement aux autres départements.
| Portefeuille                                                                        | Titulaire                   | Titulaire |
| ----------------------------------------------------------------------------------- | --------------------------- | --------- |
| Ministre d'État Président du gouvernement Directeur général des Affaires étrangères | Victor de Tornaco           |           |
| Directeur général des Finances                                                      | Alexandre de Colnet-d'Huart |           |
| Directeur général de l'Intérieur                                                    | Félix de Blochausen         |           |

## La politique extérieure
Sur le plan extérieur, le gouvernement de Tornaco doit affronter une grave crise qui, de 1866 à 1867, menacera l’indépendance du Grand-Duché. La guerre austro-prussienne de 1866 entraîne la dissolution de la Confédération germanique. Bien que le Luxembourg n’entre pas dans la nouvelle Confédération de l’Allemagne du Nord formée par la Prusse, cette dernière continue à maintenir une garnison dans la forteresse. D’autre part, la France, qui est restée neutre lors du conflit, exige une compensation territoriale. Napoléon III propose un marché au roi grand-duc : le Grand-Duché en échange de cinq millions de francs or. Guillaume III accepte, mais Bismarck, qui doit compter avec le nationalisme allemand, s’y oppose. Pour résoudre cette crise dans laquelle Napoléon III risque de perdre la face,
les grandes puissances se réunissent à Londres. Elles trouvent finalement une solution : la Prusse retire sa garnison, la forteresse est démantelée et le Grand-Duché déclaré perpétuellement neutre. En contrepartie, la France renonce à ses prétentions territoriales. Le gouvernement de Tornaco observe une stricte neutralité lors de la guerre qui oppose l’Autriche à la Prusse pour la suprématie en Allemagne. Lors des négociations à Londres, les responsables luxembourgeois adoptent une attitude attentiste, voire résignée. Alors que le principal souci du conseil communal de la Ville de Luxembourg semble être de garantir les revenus des boutiquiers de la ville qui souffriront du départ de la garnison, de Tornaco craint les coûts que provoquera le démantèlement des ouvrages de fortification.

## La politique intérieure
Dès son arrivée à la tête du gouvernement, le baron de Tornaco s’engage dans la voie de la conciliation sur le plan intérieur. Il abroge un certain nombre d’ordonnances qui ont été octroyées à la suite de la révision constitutionnelle de 1856. Cependant, le monde politique luxembourgeois reste singulièrement divisé. Dans son autobiographie, Emmanuel Servais décrit les luttes politiques qui agitent l’élite luxembourgeoise de l’époque : « Ce n’étaient pas des questions politiques, mais des animosités personnelles qui excitaient les passions. Les luttes électorales étaient parfois conduites avec une vivacité extraordinaire et donnaient lieu à des dépenses fabuleuses ; les discussions à la Chambre étaient irritantes quand même elles n’avaient pour objet que des affaires de moindre importance ; la polémique des journaux était d’une insolence excessive. »

## La politique économique
La construction du réseau ferroviaire se poursuit sous le gouvernement de Tornaco. L’année 1861 voit l’inauguration de la ligne de Luxembourg à Wasserbillig et Trèves, suivie en 1862 par celle de la ligne du Nord jusqu’à Ettelbruck, étendue en 1866 jusqu’à Gouvy. L’extension du rail donne un coup de fouet à l’économie grand-ducale et prépare le terrain à l’essor de la sidérurgie moderne. En 1865, la société Metz implante une nouvelle usine entièrement basée sur l’utilisation du coke à proximité de la gare de Dommeldange. Les années de Tornaco sont également marquées par la libéralisation du commerce international. La Prusse conclut des traités de libre-échange avec la France (1862) et la Belgique (1863), dont le Luxembourg profite en tant que membre du Zollverein.

## Repères chronologiques
- 1861
  - 22 juillet : Naissance de l’Administration des télégraphes du Grand-Duché en application de l’Arrêté décrétant l’établissement de télégraphes électriques
  - 23 décembre : Loi portant approbation d’une convention pour le prolongement de la ligne de chemin de fer du Nord jusqu’à la frontière du Grand-Duché
- 1863
  - Fondation de la Fédération des sociétés de musique (Allgemeiner Luxemburger Musikverein), aujourd’hui Union Grand-Duc-Adolphe
- 1864
  - Transition vers l’« Empire libéral » en France
  - Guerre de l’Autriche et de la Prusse contre le Danemark
  - Fondation du Gesellenverein en faveur des jeunes artisans par le chanoine Bernard Haal
- 1865
  - Première usine à gaz dans la vallée de la Pétrusse
  - 27 décembre : Loi portant publication du traité de renouvellement de l’accession du Grand-Duché à l’Union douanière allemande
- 1866
  - Épidémie de choléra
  - 1866–1867 : Dissolution de la Confédération germanique et création de la Confédération de l’Allemagne du Nord
  - 15 juin – 26 juillet : Guerre austro-prussienne gagnée par la Prusse lors de la bataille de Sadowa
  - 20 septembre : Mise en exploitation de la première conduite d’eau dans la Ville de Luxembourg
- 1867
  - 21 juin : Loi portant approbation du traité de Londres
  - 30 juin : Loi autorisant le gouvernement à faire des études et des projets de travaux qui ont pour effet de convertir la forteresse de Luxembourg en place ouverte
  - 13 octobre : Arrêté portant institution d’une commission spéciale pour l’examen d’un projet de révision de la Constitution